# Vlăhița
Vlăhița (węg. Szentegyháza) – miasto w północnej Rumunii, w okręgu Harghita w Siedmiogrodzie. Liczy 7042 mieszkańców (dane na rok 2004). Leży między miastami Odorheiu Secuiesc i Miercurea-Ciuc. Leży na wysokości 860 m n.p.m. i jest najwyżej położonym miastem w okręgu Harghita. Merem miasta od 2004 jest Mária-Ella Burus, członek Demokratycznej Unii Węgrów w Rumunii.

## Miasta partnerskie
- Szarvas, Węgry
- Cegléd, Węgry
- Balatonlelle, Węgry
- Balatonboglár, Węgry
- Látrány, Węgry
- Baracs, Węgry